# إريك جنسن (كاتب سيناريو)
إريك جنسن (بالإنجليزية: Erik Jensen)‏ (و. 1970  م) هو كاتب سيناريو، ومنتج أفلام، وممثل تلفزي، وممثل أفلام، وكاتب مسرحي، وممثل مسرحي أمريكي، ولد في مينيسوتا، بدأ مشواره المهني سنة 1991.

## التعليم
تعلم في Apple Valley High School (Minnesota) ‏ (حتى 1998)، وتعلم في جامعة كارنيغي ميلون، وتحصل منها على بكالوريوس الفنون الجميلة
.

## وصلات خارجية
- إريك جنسن على موقع IMDb (الإنجليزية)
- إريك جنسن على موقع ميوزك برينز (الإنجليزية)
- إريك جنسن على موقع قاعدة بيانات برودواي على الإنترنت (الإنجليزية)
- إريك جنسن على موقع قاعدة بيانات الفيلم (الإنجليزية)

- إريك جنسن في قاعدة بيانات الأفلام على الإنترنت